# Карл Густав Крейц
Карл Густав Крейц, швед. Carl Gustaf Creutz (*25 січня 1660 р., містечко Фалун — †12 березня 1728 р., Стокгольм) — шведський барон, генерал від кавалерії, один з найдосвідченіших командирів шведської кінноти, брав участь у 16 битвах.

## Життєпис
Карл Густав був наймолодшим сином Лоренца Крейца старшого та Ельзи Дюваль. Двоє з його братів стали губернаторами: Лоренц Крейц молодший і Йохан Крейц. Останній був першим представником графської гілки роду Крейц.
У дворічному віці зарахований лейтенантом до Лейб-гвардійського кінного полку, став студентом Уппсальського університету 1674 р., вступив камер-пажем на придворну службу 1675 р. та пішов слідом за Карлом XI у похід під час війни з Данією. У війні з Бранденбургом ніс службу в Карельському кавалерійському полку, там став капітан-лейтенантом 1677 р. та ротмістром 1679 р., але повернувся після закінчення війни до Лейб-гвардійського кінного полку. 
Коли спалахнула Велика Північна війна, Крейц був ротмістром Седерманландської роти: зокрема, брав участь у переході Західної Двіни 1701 р., став майором у тому самому році, після сутички під Лаутенбургом 1703 р. дослужився до підполковника Лейб-гвардійського кінного полку, а 1704 р. — до полковника та начальника штабу цього полку. Свою найзнаменитішу операцію за час війни Крейц провів 1706 р., коли під Клецьком розбив удвічі чисельнішого ворога, а через декілька днів завоював укріплене місто Ляховичі, після чого Карл XII присвоїв йому звання генерал-майора кавалерії з прийняттям командування Лейб-гвардійським кінним полком. Після капітуляції шведської армії під Переволочною 1709 р. Крейца повезли в Полтаву, а потім у Москву, де він взяв участь у Великій тріумфальній ході царя. Впродовж свого тринадцятирічного полону нетерпляче працював заради згуртування полонених каролінців. Після Карла Піпера, Реншильда та Левенгаупта став у 1719 р. найвищим військовополоненим урядовцем та намагався під впливом пієтизму поширити сердечніше християнство на них та на довколишнє російське населення. З двома з найвизначніших постатей пієтизму Ф. Шпенером та А. Франке він перебував у пожвавленому листуванні. Після повернення у Швецію повторно одержав у 1720 р. звання генерал-лейтенанта, як це вже було в роки полону, та генерала кавалерії 1722 р., взяв під своє командування Лейб-гвардійський кінний полк та перестав обіймати цю посаду лише за декілька тижнів до своєї смерті.
Був одружений з Софією Крістіною Натт-ок-Даґ («Ніч-і-день»), дочкою радника палати державних зборів Густава Персона.